# 7인의 나나
7인의 나나(일본어: 七人のナナ 시치닌노 나나[*])는 일본의 애니메이션이자 애니메이션을 원작으로 한 만화이다. 스즈키 나나라는 소녀가 우연히 각각 다른 인격을 가진 7명의 나나로 분열되면서 벌어지는 사건들을 다루고 있다. 감독은 이마가와 야스히로이다. 미즈키 나나가 주연 캐릭터를 연기한 작품이기도 하다. 일본에서 2002년 1월부터 2002년 6월까지 테레비 도쿄와 그 계열의 방송사에서 방송되었다. 대한민국에서는 퀴니와 투니버스에서 방영되었다.

## 내용
애니메이션과 코믹스판의 줄거리는 다음과 같이 시작된다.
조금 덜렁대고 우유부단한데다 성적도 평범한, 어디에나 있을 것 같은 여중생 스즈키 나나. 같은 반의 전교일등 남자애 카미치카 유이치를 동경하고 있지만, 좀처럼 감정을 전달하지 못한다. 그러던 어느 날 나나는 우연히 성격이 다른 7명의 나나로 나뉘어 버린다. 때마침 입시까지 남은 시간은 1년, 나나는 여섯 명의 '나나'와 함께 수험에 맞서겠다는 결의를 세운다. 카미치카와 같은 고등학교에 가서 사랑고백을 털어 놓기 위해서.
수험생활이라는 우울한 분위기로 빠지기 쉬운 주제를 밝게 그린 로맨틱 코미디 작품이다. 예전에는 고백할 결심도 하지 못하고 고등학교도 마땅한 선에서 포기하려던 나나가 일곱 명의 분신으로 나뉜 뒤 '나나'들과 함께 고난에 맞서며 다양한 경험을 쌓아가는 성장 스토리이기도 하다.
이야기의 배경이 되는 '코토마치' (古都町)는 교토를 모티브로 삼아 옛 일본풍이 물씬 풍기는 도시이며, 주인공 나나와 할아버지가 사는 스즈키네 댁은 오랫동안 살던 집인 듯 하며, 안뜰과 쪽문, 심지어는 일본 정원까지 있는 2층 규모의 커다란 일본식 가옥이다. 스즈키네 댁의 처마 밑에는 '쿠쿠리자루'라는 알 수 없는 인형이 7개씩 매달려 있다.

### 줄거리
주인공 스즈키 나나는 해외에서 돌아오신 아버지가 뉴욕의 골동품점에서 가져온 '크리스탈 인'을 방안에서 달빛에 비춰 보다가, 다음날 아침에 일어나 보니 자신을 비롯해 일곱 사람으로 변해 버린다.
애니메이션판
중학교 2학년 발렌타인 데이 날 주인공 스즈키 나나는 동경하는 카미치카에게 전해줄 초코 케이크를 굽기 위해, 발명가 할아버지가 말도 없이 가져간 전자레인지를 도로 갖다 쓰려다 안에 들어있던 일곱 빛깔의 이상한 물체를 꺼내 버린다. 그때 강렬한 빛이 그녀를 감싸면서 정신을 잃고 만다. 뒤늦게 깨어나 보니 스즈키 나나는 자신을 포함해 일곱 명으로 분열되어 버린 상태였다.
혼란해하던 와중 어찌어찌 카미치카에게 초코 케이크를 전하게 되지만, 자기 이름표를 상자에 끼우는 걸 깜빡해 마음을 전하지 못한 나나. 내년 고교 입시, 카미치카와는 다른 고등학교에 가면 이대로 끝나 버리는 건가... '나나'들과 히토미의 격려로 나나는 카미치카와 같은 고등학교에 가는 것을 목표로 삼기로 결의한다. 하지만 나나가 일곱 명이라는 걸 아는 사람은 자신과 할아버지, 그리고 친구 히토미 뿐... 여기서 좌충우돌 일상이 시작된다.

### 애니와 코믹스의 차이
- 애니와 코믹스판 모두 1화의 발단 부분은 공통으로 되어 있지만 이후의 전개가 다르다.
- 애니에서는 나나가 일곱 명으로 변해 버린게 비밀로 되어 있지만 코믹스에서는 그런 설정이 없고 7명 전원이 학교에 다닌다.
- 애니와 코믹스판에서는 나나의 할아버지와 부모님 (코믹스에서는 어머니가 주로 등장)의 등장 포지션이 다르다.
- 애니판의 나나들은 각자 일곱 빛깔의 알 수 없는 프리즘을 지니고 이를 통해 하늘을 날거나 괴력을 발휘할 수 있지만 정체를 들키면 곤란하니까 '수험전대 나나레인저'라는 이름으로 어린이용 히어로 복장을 입고 다닌다 (이 때문에 단순히 수험생을 주제로 한 연애 스토리에 머물지 않으며 액션스러운 면도 존재한다). 코믹스판에서도 나나레인저가 등장하지만 복장이 벗겨져 버리는 등 설정이 다르다.
- 코믹스판은 시종일관 밝은 분위기 속에서 진행되지만 애니판에서는 중후반과 특히 후반에 들어서 진지한 분위기로 나아간다.
- 애니판에서는 이마가와 작가가 생각해뒀던 캐릭터가 곳곳에 등장하거나 '멜로디 허니'와 '623 (무츠미)' 같은 요시자키 미네의 인기 캐릭터도 등장한다.
  - 또한 애니판에서만 등장하는 설정으로는 '만년벚꽃의 언덕'이라고 해서 나나를 분열시킨 프리즘의 영향을 받고, 일곱 명의 나나가 등장한 이후 시들지 않는 거대한 벚꽃나무가 서있는 언덕이 주요 무대로 자주 이용된다.
- 나나치는 일곱명의 나나 중에서 유일하게 코믹스판과 애니판의 성격이 다르게 되어 있다.
- 여덟번째 나나에 대한 설정이 코믹스판 (드라마CD)과 애니판에서 모두 다르다.